# Leonardo Alighieri
Leonardo Alighieri (Verona, 1395 – Verona, 1441) è stato un nobile e politico italiano, figlio di Dante II Alighieri e quindi bisnipote del poeta Dante.

## Biografia
Figlio di Dante II e di Costanza Maccaccaro, nacque nel 1395 e, appena diciannovenne, sedette nel Consiglio della città di Verona. Oltre all'attività politica, aiutò il padre Dante a migliorare e a far fruttare i possedimenti che suo nonno Pietro aveva acquistato intorno a Verona, specie a Gargagnago in Valpolicella. Secondo Pietro Fraticelli, dantista e libraio fiorentino (1803-1866), Leonardo nel 1430 andò a Firenze insieme ad altri veronesi per conoscere meglio le proprie radici e la storia del suo bisavolo, accompagnato in questo tour cittadino dall'umanista e cancelliere Leonardo Bruni. Questi, nella sua Vita di Dante del 1436, racconta alla conclusione che:
(Leonardo Bruni, Della vita, studi e costumi di Dante, par. 14)
Sposatosi con Jacopa di messere Gabriele Della Verità, fece testamento il 17 settembre 1439 nominando i due figli ancora minorenni, Giovanni e Pietro quali suoi eredi universali sotto la tutela della madre e del notaio Cendrata. Morì nel 1441, venendo sepolto nel monastero della chiesa di Santa Anastasia di Verona.

## Discendenza
Dal matrimonio con Jacopa Della Verità Leonardo ebbe 5 figli:
- Chiara
- Elisabetta
- Costanza
- Giovanni (1427-1445)[9]
- Pietro